# Daniel Morer Cabrera
Daniel "Dani" Morer Cabrera (Mataró, 5 de febrer de 1998) és un futbolista professional català que juga com a lateral dret per l'Atlético Ottawa canadenc.

## Carrera de club
Nascut a Mataró, de mare colombiana, Morer va arribar al planter del FC Barcelona el 2009, a 11 anys. El juliol de 2017, fou promocionat al FC Barcelona B a la Segona Divisió.
Morer va debutar com a professional el 19 d'agost de 2017, entrant als darrers minuts en substitució de Marc Cardona en una victòria per 2–1 a fora contra el Reial Valladolid. El 19 de juliol de 2019, va renovar contracte per una temporada.
Morer va marcar el seu primer gol com a sènior el 12 d'octubre de 2019, en tercer en una victòria a casa per 3–0 a Segona Divisió B contra l'Oriola CF.

### Famalicão
Morer va fitxar pel FC Famalicão portuguès el 3 de setembre de 2020 per 400,000 euros. Com a part de l'acord, el 45% dels drets romanen en possessió del FC Barcelona. L'agost de 2021 va ser cedit al FC Andorra de la Primera Divisió RFEF, la tercera categoria espanyola. El juliol de 2022, la cessió es va prorrogar per una segona temporada. No obstant això, durant la seva segona temporada amb el club, es va veure afectat per lesions, limitant el seu temps de joc. L'abril de 2024, va ser cedit a un club de la Canadian Premier League, l'Atlético d'Ottawa.